# Ізвору-Алб
Ізвору-Алб (рум. Izvoru Alb) — село у повіті Нямц в Румунії. Адміністративно підпорядковане місту Біказ.
Село розташоване на відстані 284 км на північ від Бухареста, 25 км на захід від П'ятра-Нямца, 118 км на захід від Ясс.

## Населення
За даними перепису населення 2002 року у селі проживали 223 особи, усі — румуни. Усі жителі села рідною мовою назвали румунську.